# Operació Mangosta
L'Operació Mangosta era el nom en clau de les operacions encobertes de la CIA contra Cuba ideat després del fracàs de la invasió de Cuba a Bahía de Cochinos. L'operació mangosta comptava amb 32 tasques. 13 d'elles planejaven la guerra econòmica ja en forma més estructurada i amb part important de la codificació que fins avui conserva. El cap de l'Operació Mangosta va ser Edward Lansdale, qui va dissenyar el programa que conduïa a la revolta i al derrocament del règim comunista cubà.
En ella apareixen ja les accions per encarir i dificultar el transport marítim cap a Cuba, per provocar fracassos en les collites d'aliments i per impedir les vendes de níquel, entre d'altres. Durant el període de vigència del Pla Mangosta, en un lapse d'uns 14 mesos es van registrar 716 sabotatges d'envergadura contra objectius econòmics. Com a resposta, Cuba va accedir al suggeriment de la Unió Soviètica d'emplaçar coets atòmics al seu territori, la qual cosa va conduir a la Crisi dels míssils de Cuba a l'octubre de 1962, el moment àlgid de la Guerra Freda.